# Adonis Karan
Adonis Karan (Novo Horizonte, 28 de junho de 1943) é um produtor cultural e cineasta brasileiro.
Foi diretor da Rede Tupi, TV Record, TV Excelsior, TV Educativa, TV Manchete e TV Globo.
Começou a carreira na TV Excelsior, produzindo um  programa dominical com a atriz Bibi Ferreira, dirigido por Manoel Carlos. Em 1966 co-produziu seu primeiro festival para a TV Record o III Festival da Música Popular Brasileira. Mais tarde, promoveria outros eventos semelhantes, como O Brasil Canta no Rio (Excelsior); Concurso de Músicas para o Carnaval e Festival Universitário (Tupi); O Som das Águas (Manchete); Chorando no Rio (TVE - Rede Brasil); e MPB Shell (Rede Globo): Festival Estudantil da Música Brasileira (Caxias - Baixada Fluminense)
Os mencionados festivais revelaram compositores da importância de Chico Buarque, Geraldo Vandré, Edu Lobo, Vinícius de Moraes, Martinho da Vila, Caetano Veloso, Gilberto Gil, Wagner Tiso, Francis Hime, Gonzaguinha, César Costa Filho, Ivan Lins, Aldyr Blanc, Belchior, Paulinho Tapajós, Alceu Valença, entre outros.
Morou em Paris, onde estudou cinema no Conservatoire Libre du Cinema Français e foi diretor artístico da casa noturna Via Brasil. Ali, apresentou ao público francês artistas brasileiros como Martinho da Vila, Baden Powell e Beth Carvalho. Morou na França durante seis anos, período em que dirigiu um curta-metragem com Martinho da Vila para a RTF- Antenne 2 e o documentário Bresil Insolite.
Em 2011, foi encarregado pela UFRJ de elaborar um projeto para o aproveitamento da antiga casa de espetáculos Canecão, retomada pela universidade após uma longa disputa judicial